# Mesbla
Mesbla foi uma rede de lojas de departamentos que iniciou suas atividades em 1912, como filial de uma firma francesa, e teve sua falência decretada em 1999.

## História

### O começo
No prédio de número 83 da rua da Assembleia, no centro da cidade do Rio de Janeiro, foi instalada em 1912 uma filial da firma Mestre & Blatgé, com sede em Paris e especializada no comércio de máquinas e equipamentos.
A filial brasileira tinha pouca importância dentro da organização francesa espalhada pelo mundo. Quatro anos depois de sua instalação, sua administração foi entregue ao francês Louis La Saigne, até então subgerente da filial em Buenos Aires. Em 1924 La Saigne transformou o estabelecimento carioca numa firma autônoma, com o nome de Sociedade Anônima Brasileira Estabelecimentos Mestre et Blatgé, que em 1939 passou a denominar-se Mesbla S.A.. A nova denominação era uma combinação das primeiras sílabas do nome original, que foi sugerida pela secretária de Louis La Saigne, Isaura, por meio de um concurso interno. A preocupação era que no início da Segunda Guerra Mundial a França se manifestou solidária a Adolf Hitler, o que poderia ocasionar represálias no Brasil com referência ao nome.
La Saigne teve quatro filhas, e a mais velha casou-se com Henrique de Botton. Após um dia de intenso trabalho, Louis La Saigne, morreu em sua residência na noite do dia 18 de janeiro de 1961. Com sua morte foram eleitos presidente e vice-presidente dois de seus mais antigos funcionários, respectivamente, Silvano Santos Cardoso e Henrique de Botton. No ano seguinte, em 12 de agosto de 1962, a MESBLA celebraria seu Jubileu de Ouro já como uma empresa genuinamente brasileira, com seus mais de 8.000 funcionários operando em 13 filiais, lojas de varejo e agências de venda estabelecidas em pontos estratégicos do território nacional, após a morte de Silvano Santos Cardoso em de 29 de fevereiro de 1968, Henrique assumiu a presidência, e depois da morte de Henrique, seu filho André também assumiu a presidência. Ambos comandaram a expansão e o declínio da empresa até os anos 1980. Na década de 1950 a empresa tinha lojas instaladas nas principais capitais do país e em algumas cidades do interior. Nos anos 1980 a Mesbla tinha 180 pontos de venda e empregava 28 mil pessoas. Suas lojas de grande porte, com áreas raramente inferiores a 3 mil metros quadrados, eram pontos de referência nas cidades onde a Mesbla se fazia presente.
Por quase três décadas reinou praticamente sozinha no mercado de varejo, por ser a única empresa do gênero de abrangência nacional. Orgulhavam-se seus funcionários em afirmar que a Mesbla só não vendia caixões funerários, que são para os mortos; para os vivos tinham todas as mercadorias, desde botões até automóveis, lanchas e aviões.

### Reformulação nos anos 1980

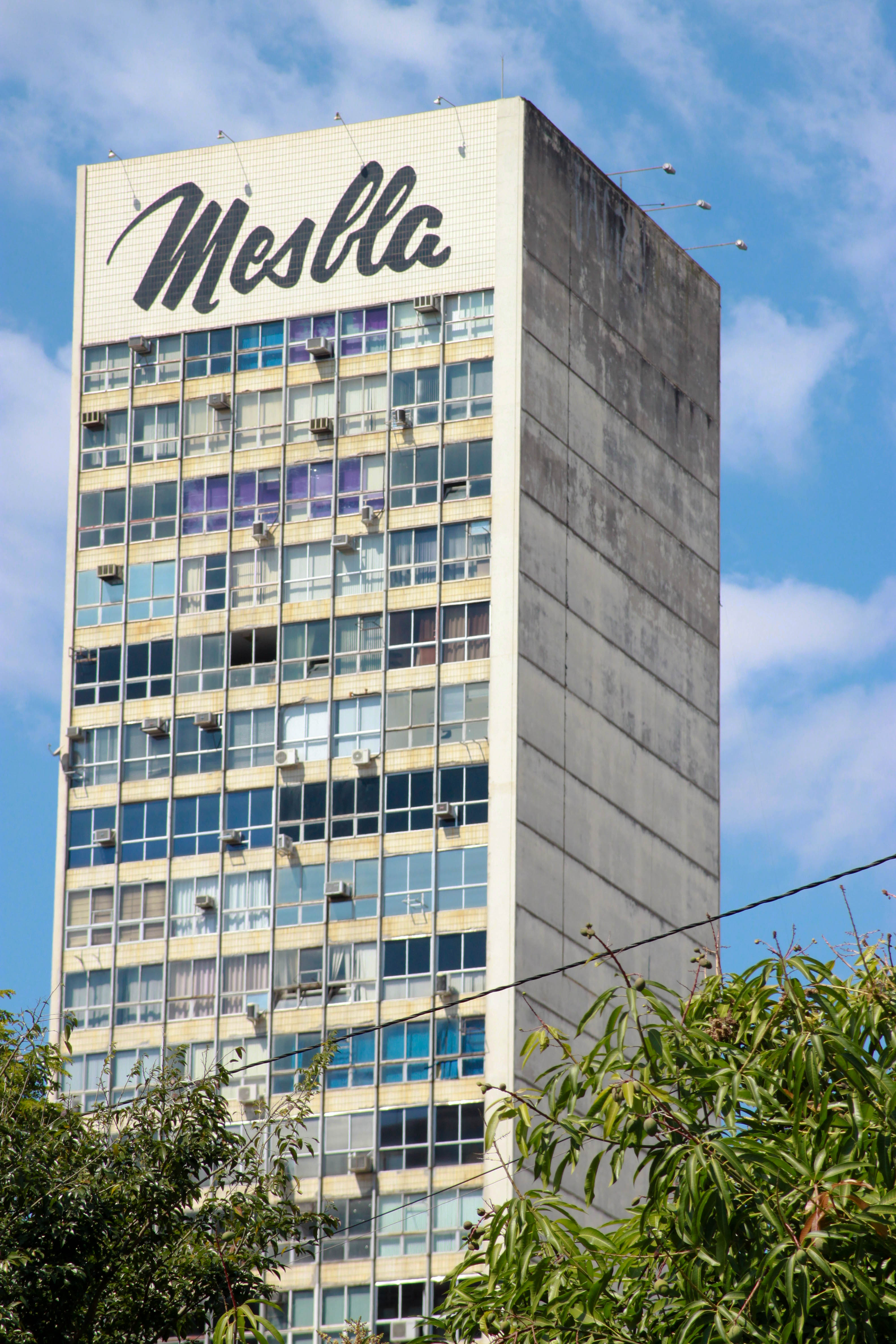
Propaganda da Mesbla em um prédio na cidade de Campinas.

No entanto, a expansão da Mesbla se fez com estratégias de mercado que logo se mostraram ultrapassadas. Quando decidiu incrementar a venda de vestuário e roupas de cama e mesa, os artigos eram expostos junto às máquinas e aos equipamentos, mercadorias tradicionais da empresa. A mesma mistura desorganizada se via nos catálogos.
Também as compras da empresa junto a fornecedores apresentavam falhas. Por exemplo, tão logo o Brasil reatou relações diplomáticas com a União Soviética, no governo de João Goulart, a Mesbla importou daquele país grande quantidade de máquinas fotográficas e câmeras de filmar de baixa qualidade. Como as importações não tiveram continuidade, a Mesbla se viu em dificuldades para prestar assistência técnica dos produtos vendidos.
A luz vermelha acendeu em 1981, quando a Mesbla passou do primeiro para o terceiro lugar entre as maiores empresas de varejo do Brasil e começou a enfrentar uma concorrência mais forte. Uma consultoria mercadológica foi contratada, e as lojas da Mesbla passaram por uma completa reformulação, com mudanças na decoração das lojas, arrumação das vitrines, uniformes dos vendedores e comunicação dos clientes. Passou também a cuidar melhor da publicidade, apresentando catálogos em cores e anúncios bem cuidados para a televisão. Atraiu os melhores executivos do mercado, oferecendo bons salários.
Além das lojas de departamentos, tinha estabelecimentos próprios para venda de móveis, automóveis, lanchas, além de uma financeira. Atuou também no comércio internacional através de uma empresa subsidiária, que tinha filial em Nova York. Dentre os vários negócios milionários realizados pela Mesbla Comércio Internacional, mereceu destaque até no jornal The New York Times a venda de 60 mil caminhões à China, no valor de 900 milhões de dólares. Em 1986 foi escolhida pela revista Exame, especializada em economia e negócios, como a melhor empresa do Brasil.
André De Botton foi consagrado como rei do varejo. Seu nome fazia parte do quarteto que formava a nobreza empresarial dos anos 1970 e 1980, completada por Octavio Lacombe, do Grupo Paranapanema, Olavo Monteiro de Carvalho, do Grupo Monteiro Aranha, e Augusto Trajano, da Caemi. Além dos escritórios das grandes corporações e dos gabinetes de ministros e políticos de Brasília, eles circulavam pelas esferas da alta sociedade carioca da época. De Botton foi escolhido por duas vezes o Varejista Estrangeiro do Ano pela organização americana National Retail Federation.

### Problemas nos anos 1990
Apesar dessas mudanças de estratégia, alguns problemas persistiram. A Mesbla tinha quarenta diretores, o que tornava as decisões lentas. Ao final do governo Sarney, em 1989, a diretoria, acreditando que o país caminhava para uma hiperinflação, começou a estocar mercadorias em excesso e passou a contar basicamente com recursos gerados por sua financeira.
O advento do Plano Real, com o fim da inflação alta, mostrou as fragilidades da Mesbla, e a empresa passou a enfrentar constantes prejuízos, que tentou resolver com fechamento de lojas e dispensa de empregados. Para agravar, tinha que enfrentar a concorrência de lojas de departamento e hipermercados estrangeiros, com facilidade de obter capitais no exterior a juros mais baixos.
As empresas estrangeiras conquistaram a clientela de melhor poder aquisitivo, sempre atenta a novidades, com uma maior variedade de mercadorias e facilidades de crediário, em especial com a criação de cartões de crédito próprios. Quando a Mesbla tentou se igualar aos concorrentes, criando marcas exclusivas de roupa e seu próprio cartão de crédito, já era tarde. No ano de 1994 já havia fechado várias lojas e reduzido seu quadro para 4,5 mil funcionários, sem conseguir estancar os prejuízos.

### Mansur e o fim
Em 1997, com dívidas superiores a um bilhão de reais, pediu concordata. No mesmo ano, o controle acionário da Mesbla foi adquirido pelo empresário Ricardo Mansur, que arrematou 51% das ações por 600 milhões de reais, a ser pagos em dez anos, além de assumir a dívida fiscal de 350 milhões de reais da concordatária. Nove meses antes havia comprado as lojas do Mappin, tradicional empresa de varejo paulista. Tinha intenção de fazer a fusão das duas empresas, torná-las rentáveis e revendê-las com lucro.
Empresário polêmico, Mansur, dono de empresas de laticínios e de um banco, era conhecido tanto pelo seu estilo agressivo como pelo seu gosto pela ostentação. Mantém uma mansão em Londres, onde patrocina um time de polo, para o qual fornece cavalos puro-sangue de sua própria criação. Para satisfazer os desejos de uma filha, encomendou a um conceituado arquiteto paulista uma casa de bonecas, no valor de 300 mil dólares, que instalou em sua fazenda em Indaiatuba.
Na tentativa de salvar a Mesbla e o Mappin, Mansur colocou à frente das empresas o executivo João Paulo Amaral. Mas João Paulo logo se deu conta de que estava diante de uma daquelas missões tidas como impossíveis. A falta de dinheiro no caixa era mais grave do que se pensava, os atrasos do pagamento de fornecedores, crônicos. Em seguida, começou uma série de pedidos de falência, além de ameaças de despejo em todos os shoppings onde as lojas exibiam suas marcas.
Mansur tentou usar de seu prestígio junto a políticos e até mesmo da pressão dos funcionários da Mesbla e do Mappin, por meio de passeatas, para conseguir dinheiro do Banco Nacional de Desenvolvimento Econômico e Social, um banco público. Ao mesmo tempo, buscava algum grupo estrangeiro interessado em adquirir as lojas. Sua credibilidade, no entanto, começou a ser posta em dúvida quando passou a divulgar informações falsas para concretizar o negócio. Ao mesmo tempo, a administração de seu banco começou a ser investigada e se apuraram práticas fraudulentas, que resultaram em sua liquidação. Por conta dessas práticas, Mansur chegou a ser preso e teve seus bens bloqueados. Um novo pedido de prisão foi feito por sua ex-mulher, a quem não pagava pensão alimentícia.
Diante de tantos problemas, Mansur se desinteressou da sorte da Mesbla e do Mappin. Voou para Londres e não voltou mais ao Brasil. A falência de ambas as empresas foi decretada em julho de 1999. Após a decretação da falência, colocou seu estoque em promoção para pagar os salários dos 750 funcionários que a empresa tinha então. A situação agravou-se com as ordens de despejo em 3 de agosto, fechando as lojas dos shoppings Rio Sul, Ilha Plaza e Plaza Shopping. A loja-sede, no Passeio Público, encerrou suas atividades na sexta-feira 13 de agosto, enquanto a filial da Tijuca cerrou suas portas na semana seguinte. A última loja da Mesbla a fechar suas portas foi a filial de Niterói, em 24 de agosto.

### Retomada da marca via e-commerce

#### Tentativa abortada (2009-2010)
Em 2009, chegou a ser anunciada a volta da Mesbla: uma empresa de comércio eletrônico negociou a compra dos direitos de uso do nome com Mansur e pretendia inaugurar um site voltado ao público feminino em março de 2010, com lançamento oficial em maio do mesmo ano. "A marca ainda tem um apelo positivo entre as consumidoras", avaliava um diretor da empresa. Segundo a colunista Mônica Bergamo, na Folha de S.Paulo de 3 de junho de 2009, o ex-dono da Mesbla, Ricardo Mansur, teria ido a Nova York para acelerar os contatos para adiantar o mais rápido possível a reinauguração da Mesbla. Porém, a iniciativa não deu resultados.

## Evolução do logotipo

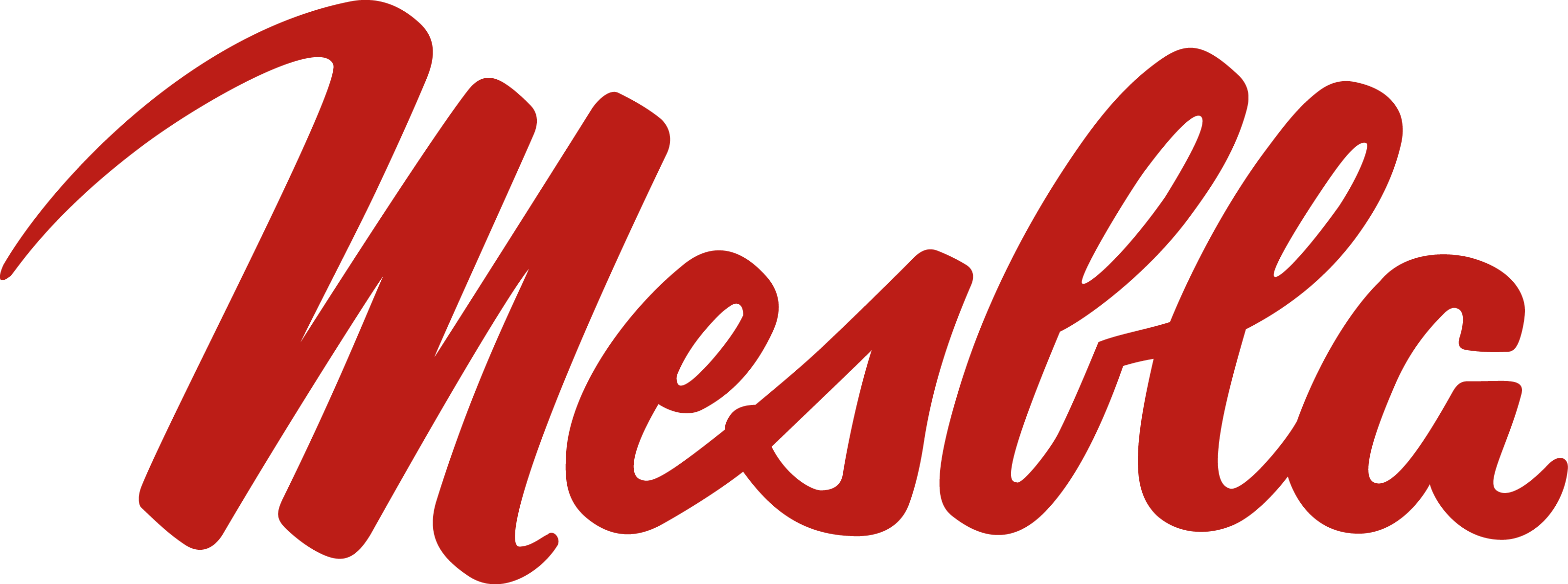
Logomarca usada entre 1968-1988
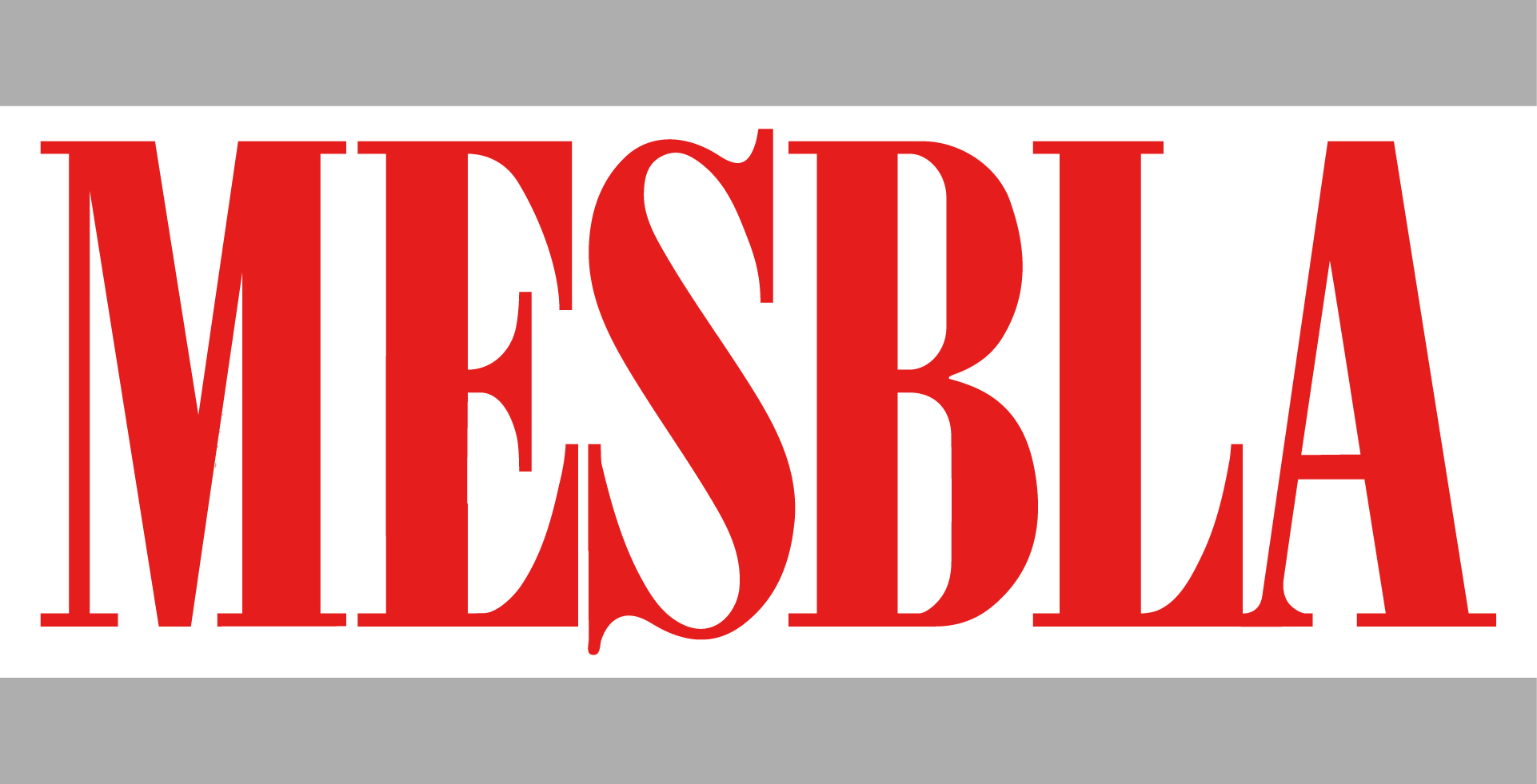
Logomarca usada entre 1988-1998
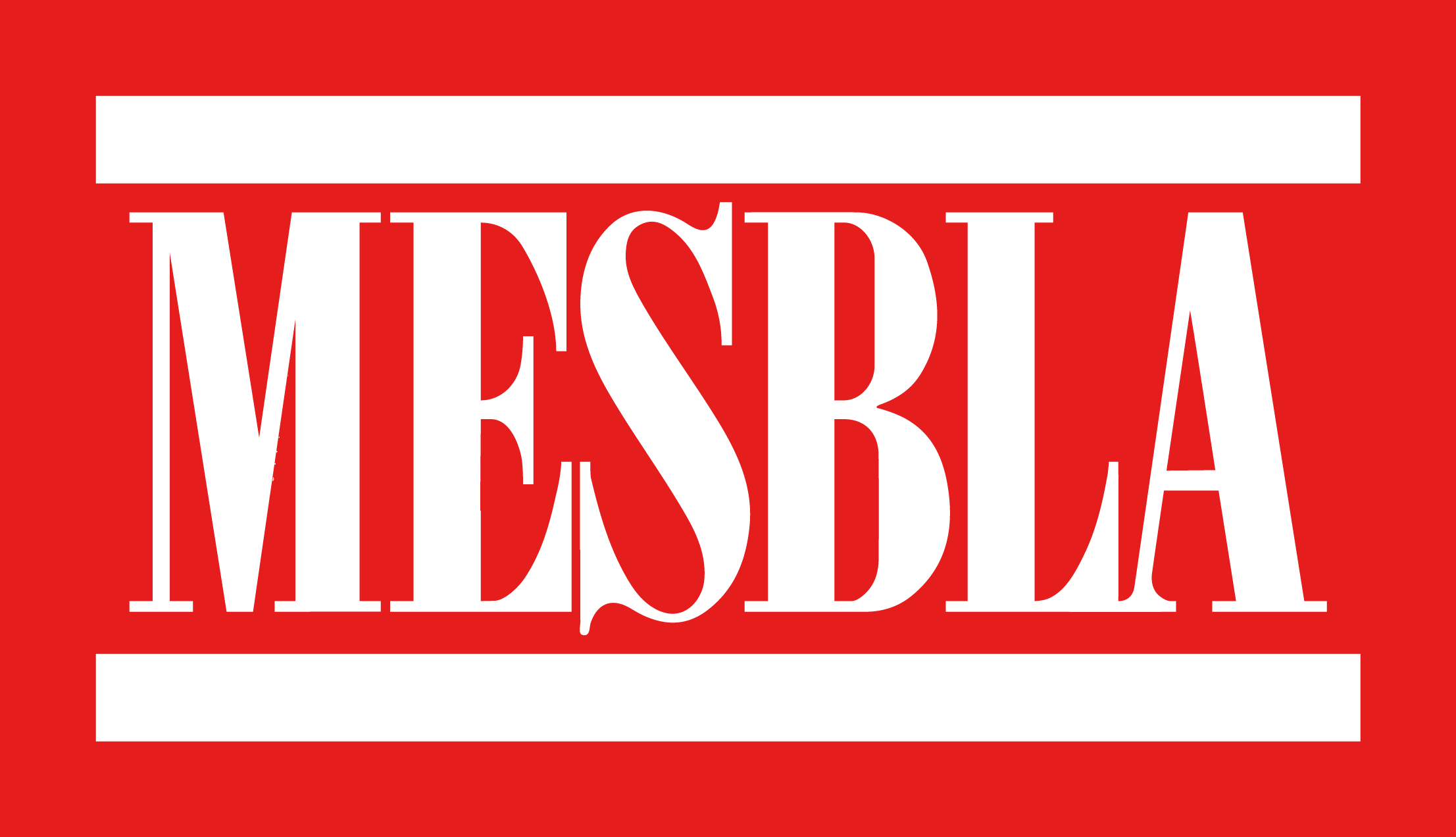
Logomarca usada entre 1992-1997